# 欧讷河
欧讷河（法語：Aulne，法語發音：[on] ⓘ）是法國的河流，位於該國西北部布列塔尼，河道全長144公里，發源自布列塔尼，發源自洛于埃克，流經沙托兰，最終注入大西洋。

## 外部連結
- NoorderSoft Waterways Database（页面存档备份，存于）
- Sandre数据库中的欧讷河